# Lucrecia Martel

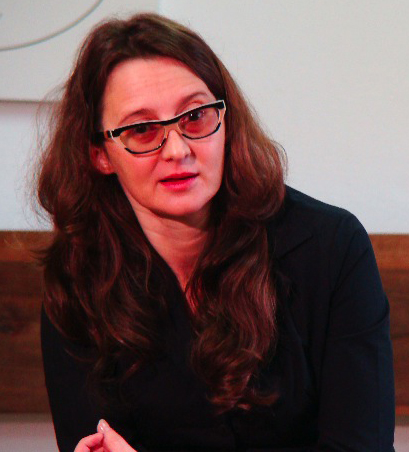
Lucrecia Martel 2008.

Lucrecia Martel, född 1966 i Salta, Argentina, är filmregissör, manusförfattare och producent. Hon blev internationellt känd 2001 med filmen La Ciénaga (sv: träsket).
Martel tillhör en grupp filmare som debuterade på 1990-talet och brukar kallas Nuevo Cine Argentino (Den nya argentinska filmen).

## Filmer i urval
- La Ciénaga, 2001, (Träsket)
- La Niña santa, 2004, (Den heliga flickan)
- La mujer sin cabeza, 2008, (Kvinnan utan huvud)